# Amtsgericht Holzminden

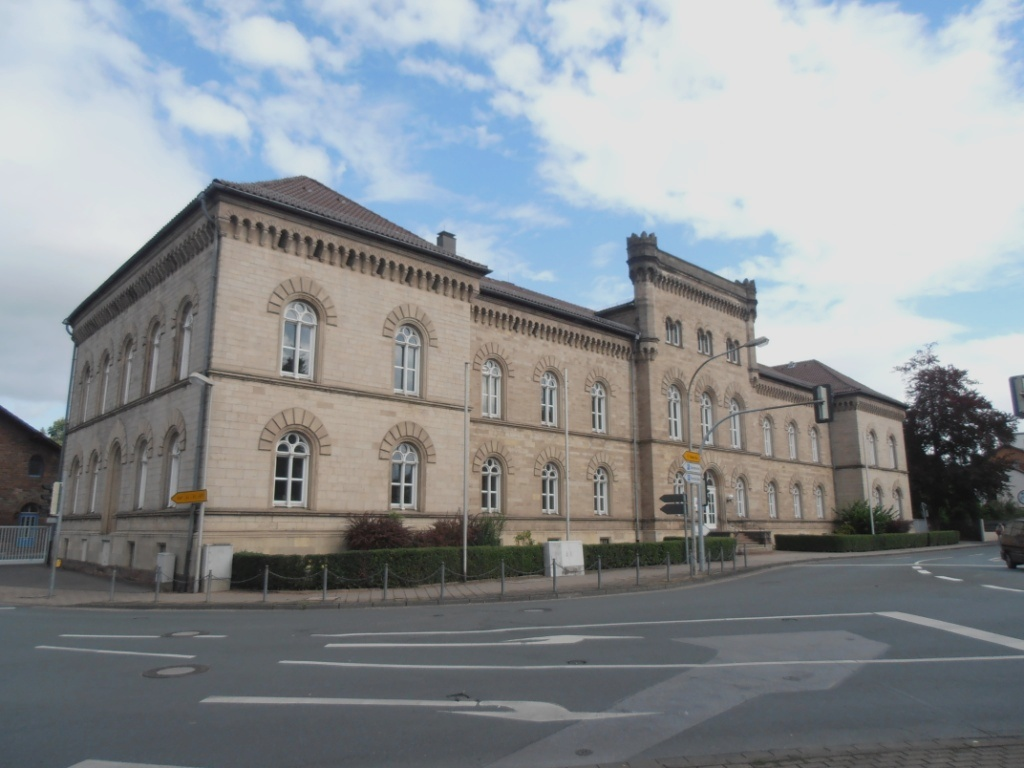
Gebäude des Amtsgerichts

Das Amtsgericht Holzminden ist eines von acht Amtsgerichten im Bezirk des Landgerichts Hildesheim. Es hat seinen Sitz in Holzminden in Niedersachsen.

## Zuständigkeiten
Das Amtsgericht Holzminden ist örtlich zuständig für den Landkreis Holzminden. Ihm ist das Landgericht Hildesheim übergeordnet. Zuständiges Oberlandesgericht ist das Oberlandesgericht Celle.

## Geschichte

### Von der Märzrevolution bis zu den Reichsjustizgesetzen
Im Herzogtum Braunschweig waren die Ämter gleichzeitig Verwaltungsbehörde als auch Eingangsgericht. In Greene bestand das Amt Greene. Im Rahmen der Märzrevolution wurde 1848 auch die Trennung der Rechtsprechung von der Verwaltung gefordert. Diese wurde mit dem Gesetz, die Gerichtsverfassung betreffend vom 21. August 1849 umgesetzt. Die Kreise waren nun reine Verwaltungsorgane, die Gerichtsfunktion wurde zum 1. Juli 1850 speziellen Gerichten übertragen. An der Spitze stand das Obergericht Braunschweig, darunter bestand ein Kreisgericht in jedem Kreis und die Eingangsgerichte wurden als Stadt- bzw. Amtsgericht bezeichnet. Für den Landkreis Holzminden entstand so das Kreisgericht Holzminden und darunter das Amtsgericht Holzminden als eines von 22 Amtsgerichten des Herzogtums.

### Ab 1879
Im Rahmen der Reichsjustizgesetze wurden reichsweit einheitlich Oberlandes-, Land- und Amtsgerichte gebildet. Im Herzogtum Braunschweig entstand so das Oberlandesgericht Braunschweig und die Landgerichte Braunschweig und Holzminden. Das Amtsgericht Holzminden blieb bestehen und war nun eines der acht Amtsgerichte, die dem Landgericht Holzminden zugeordnet waren. Am Gericht bestanden 1880 zwei Richterstellen. Das Amtsgericht war damit ein größeres Amtsgericht im Landgerichtsbezirk.
Das Landgericht Braunschweig wurde 1890 mit dem Landgericht Holzminden vereinigt, das sich wegen seiner schwachen Auslastung als unwirtschaftlich erwies. Damit wurde das Landgericht Braunschweig das einzige Landgericht im Oberlandesgerichtsbezirk Braunschweig, es war in dieser Zeit für 24 Amtsgerichte, darunter dem Amtsgericht Holzminden, zuständig.
Zum 1. April 1929 wurde das Amtsgericht Ottenstein aufgehoben. Seinen Sprengel übernahm das Amtsgericht Holzminden.
Aufgrund des „Erlasses zur Änderung von Gerichtsbezirken im Raume der Hermann-Göring-Werke Salzgitter“ des Reichsjustizministers vom 8. Juni 1942 - RGBl. I S. 382 - wurde das Amtsgericht Holzminden zusammen mit den Amtsgerichten Eschershausen und Stadtoldendorf zum 1. August 1942 in den Landgerichtsbezirk Hildesheim umgegliedert, nachdem der Landkreis Holzminden bereits 1941 vom Land Braunschweig zum Regierungsbezirk Hildesheim und damit zur Provinz Hannover gewechselt war.
Nach dem Zweiten Weltkrieg nahm das Amtsgericht Holzminden am 30. Mai 1945 als erstes Gericht des Oberlandesgerichtsbezirks Celle den Betrieb wieder auf. In den 1970er Jahren wurden die Gerichtsgrenzen den Kreisgrenzen angepasst. Das Amtsgericht Stadtoldendorf wurde 1972, das Amtsgericht Eschershausen 1973 aufgelöst. Die Bezirke dieser Gerichte sowie Teile der Bezirke der Gerichte in Bad Pyrmont und Uslar gingen in die Zuständigkeit des Holzmindener Amtsgerichts über. 1983 folgte schließlich Delligsen vom Amt Bad Gandersheim.

## Gebäude
Anfangs war das Amtsgericht in einer ehemaligen Seifenfabrik untergebracht. In den 1950er Jahren wurde ein Neubau in der Karlstraße errichtet. Etwa 20 Jahre später folgten zwei Anbauten. 1978 wurde das Gebäude des ehemaligen Forstamtes in der Neuen Straße ganz in der Nähe des Hauptgebäudes übernommen.